# Dolenja Brezovica, Šentjernej
Dolenja Brezovica je naselje v Občini Šentjernej.